# فقط می‌تونم تصورشو کنم ۲
فقط می‌تونم تصورشو کنم ۲ (انگلیسی: I Can Only Imagine 2) یک فیلم درام زندگی‌نامه‌ای مسیحی آمریکایی به کارگردانی اندرو اروین و برنت مک‌کورکل است. فیلم‌نامهٔ این فیلم را مک‌کورکل نوشته است. این فیلم دنباله‌ای بر فقط می‌تونم تصورشو کنم (۲۰۱۸) به‌شمار می‌رود. فقط می‌تونم تصورشو کنم ۲ در ایالات متحده توسط لاینزگیت در ۲۰ فوریه ۲۰۲۶ اکران خواهد شد.

## بازیگران
- جان مایکل فینلی در نقش بارت میلارد
- سوفی اسکلتون در نقش شنن استریت، همسر بارت
- تریس ادکینز در نقش اسکات بریکل، مدیر برنامه‌های گروه مرسی‌می
- دنیس کواید در نقش آرتور میلارد، پدر خشن و آزارگر بارت
- میلو ونتیمیگلیا در نقش تیم تیمونز
- آریل کبل در نقش هیلاری تیمونز
- جاشوا باست در نقش کریستوفر
- سمی دل در نقش سم میلارد، پسر بارت و شنن

## تولید
در دسامبر ۲۰۲۴ اعلام شد که دنباله‌ای برای فیلم فقط می‌تونم تصورشو کنم (۲۰۱۸) در دست ساخت است. کارگردانی این فیلم بر عهدهٔ اندرو اروین و برنت مک‌کورکل است و فیلم‌نامه نیز توسط مک‌کورکل نوشته شده است. جان مایکل فینلی، تریس ادکینز و دنیس کواید بار دیگر نقش‌های خود از فیلم نخست را تکرار می‌کنند و بازیگرانی چون سوفی اسکلتون، میلو ونتیمیگلیا، آریل کبل، جاشوا باست و سمی دل نیز به جمع بازیگران پیوسته‌اند.

### فیلم‌برداری
فیلم‌برداری اصلی در نشویل، تنسی، ایالات متحده انجام شد.

## انتشار
قرار است در ۲۰ فوریه ۲۰۲۶ توسط لاینزگی در ایالات متحده اکران شود. پیش‌تر قرار بود که این فیلم در ۲۰ مارس ۲۰۲۶ اکران شود.